# Karl Blackburn
Pour les articles homonymes, voir Blackburn (homonymie).
 (avril 2024).
Karl Blackburn, né le 27 décembre 1967 à Chicoutimi, est un homme politique québécois.
Il est le député libéral de Roberval à l'Assemblée nationale du Québec de 2003 à 2007. En 2007, il devient organisateur en chef, puis en 2009 directeur général du Parti libéral du Québec. En mars 2013, Blackburn quitte son poste. En août, il est nommé directeur des affaires publiques et des relations gouvernementales de Produits forestiers Résolu. Il est président et chef de la direction du Conseil du patronat du Québec depuis juin 2020.

## Biographie

### Études et jeunesse
Karl Blackburn est diplômé de la School ELS International Language de Londres depuis 1988. Il est aussi titulaire d'un baccalauréat en administration, option droit et gestion de l'Université du Québec à Chicoutimi depuis 1992. Militant libéral depuis de nombreuses années, il est représentant régional des Jeunes libéraux de 1988 à 1990, il est également coordonnateur adjoint de la Commission-Jeunesse en 1989 et président de l'Association libérale de Roberval.
En juin 2020, il devient président et chef de la direction du Conseil du patronat du Québec. Par la suite, en mars 2022, il devient également trésorier et vice-président de l'Alliance des patronats francophones, une alliance mondiale avec comme objectif de mobiliser les acteurs économiques autour de la francophonie économique.

### Carrière politique
Il est député libéral de Roberval à l'Assemblée nationale du Québec de 2003 à 2007. Durant cette période, il est adjoint parlementaire au ministre du Développement économique et régional du 21 mai 2003 au 24 mars 2004, au ministre du Développement économique et régional et de la Recherche du 24 mars 2004 au 2 mars 2005 et au vice-premier ministre et ministre de la Sécurité publique du 2 mars 2005 au 21 février 2007.
Le 20 juin 2007, le chef du Parti libéral du Québec et premier ministre du Québec, Jean Charest annonce la nomination de Karl Blackburn à titre d'organisateur en chef de sa formation politique. En 2009, il devient directeur général du Parti libéral du Québec. Il quitte ce poste lors du congrès qui élit Philippe Couillard à la tête du PLQ, le 17 mars 2013.
En 2024, il se retire de la course à la direction du Parti libéral du Québec à la suite d'une opération pour un cancer de la prostate. De bonnes nouvelles à propos de sa rémission le motive à s'y représenter le 31 mars 2025. 
Il s'implique dans Centraide du Grand Montréal.

## Distinctions et prix
Il reçoit la Médaille du civisme en 2002.